# هت
هِت (به مجاری:  Hét) یک منطقهٔ مسکونی در مجارستان است که در ناحیه پوتنوک واقع شده‌است.